# Almhög
Almhög är ett delområde i stadsdelen Fosie, Malmö. Almhög ligger öster om Munkhättegatan, mellan Ystadvägen och Eriksfältsgatan. 
Området består av villabebyggelse från 1920-talet och flerfamiljshus från slutet av 1950-talet. Den 1 januari 2008 hade 66% av Almhögs befolkning utländsk bakgrund. Mellan Ystadvägen och Västra Hindbyvägen finns affärs- och industrilokaler.
Vid Almängen mitt i området ligger Almängens förskola.

## Almtorget
Almtorget (namngivet 1958) är ett torg vid början av Västra Hindbyvägen i stadsdelen Fosie i södra Malmö. På Almtorget finns flera flerfamiljshus på åtta våningar och en del näringsverksamhet.